# ラジコン模型自動車

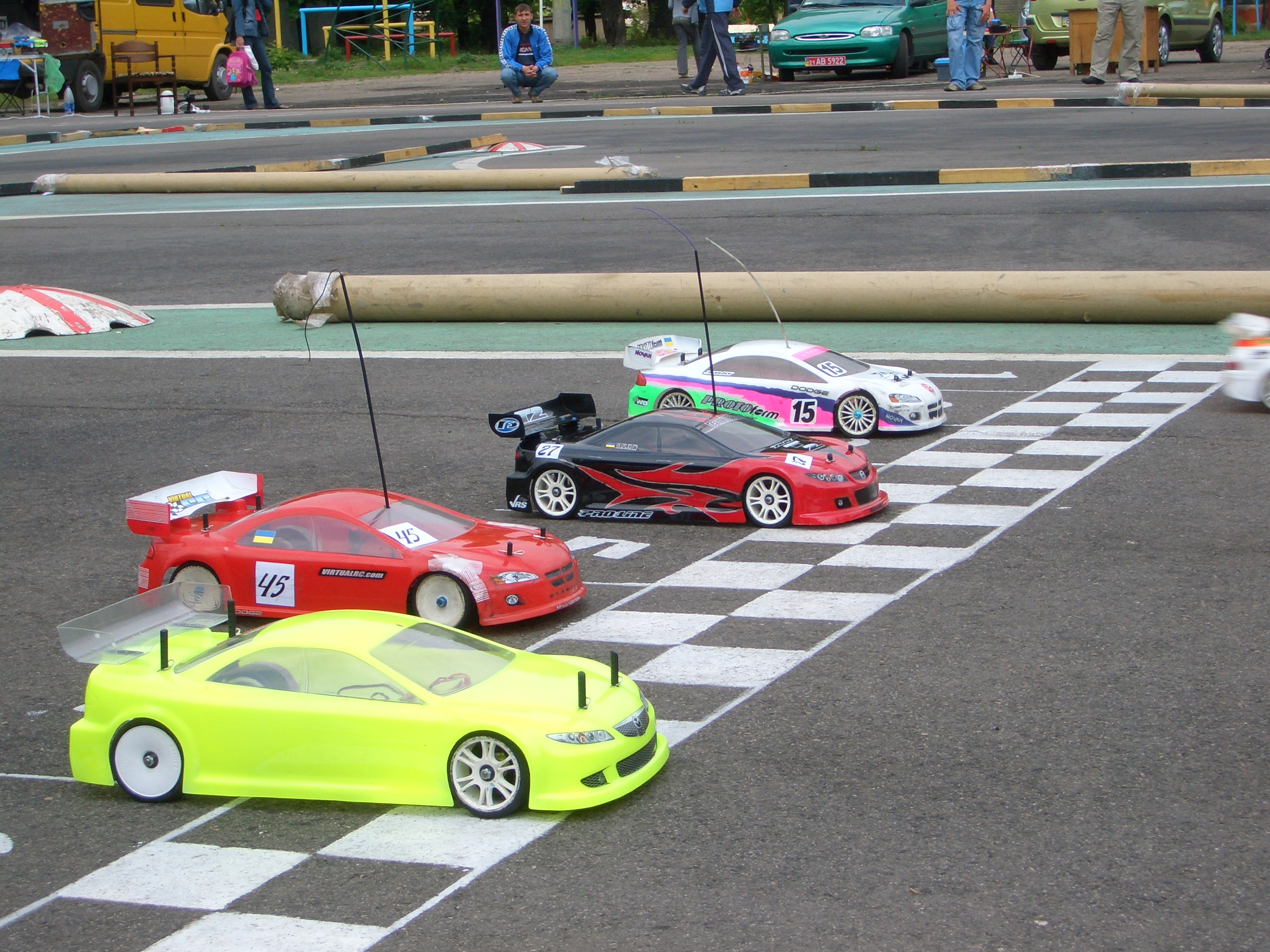
ラジコン模型自動車によるレース

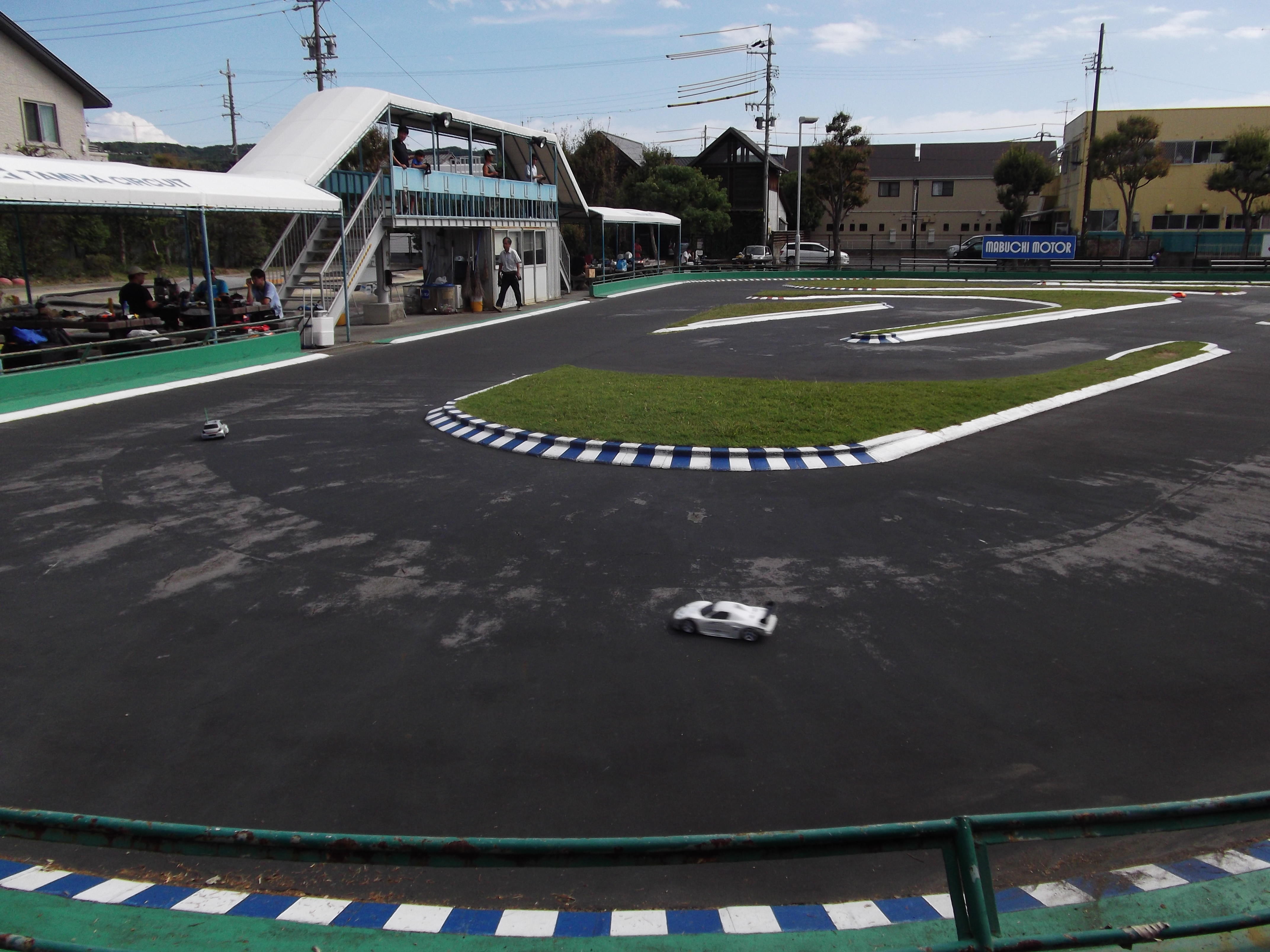
タミヤサーキットのオンロードコース（静岡市駿河区）

ラジコン模型自動車（ラジコンもけいじどうしゃ）またはラジコンカー、RCカー、R/Cカー（アールシーカー）とは、ラジオ・コントロール装置(ラジコン)によって遠隔操作する模型自動車である。
「ラジコン」は増田屋コーポレーションの商標のため、「ラジコンカー」ではなく「RCカー」または「R/Cカー」と表記されることが多い。1984年10月からテレビ放送された「タミヤRCカーグランプリ」から一般的に呼ばれるようになった。

## 概要
RCカーはトイ用とホビー用の2種類に大別される。
トイ用は主に玩具店で販売され、対象年齢は6歳から存在している。スピード走行を目的としないディスプレイモデル用のラジコンもトイ用として販売されている。
一方、ホビー用は趣味のためのもので、大半は高価なものであり、操縦だけではなく、組み立てることや走行後のメンテナンスも目的（楽しみ）のひとつである。そのため技術や技能（電気的知識やはんだ付けなどの技術）もある程度必要であり、作業の繰り返しによる熟練が必要になる場合もある。かなりのスピードが出るモデルもあるので、無線操縦に対する知識や、安全に対する配慮なども必須である。世界各国でレース競技が行われ、世界選手権も開催されている。目的はスピード走行などと言ったパフォーマンスを楽しむことが主目的であり、耐久性や性能を重視しているためディスプレイモデルと比べると模型としての細部は作り込まれない傾向にある。

## トイ用

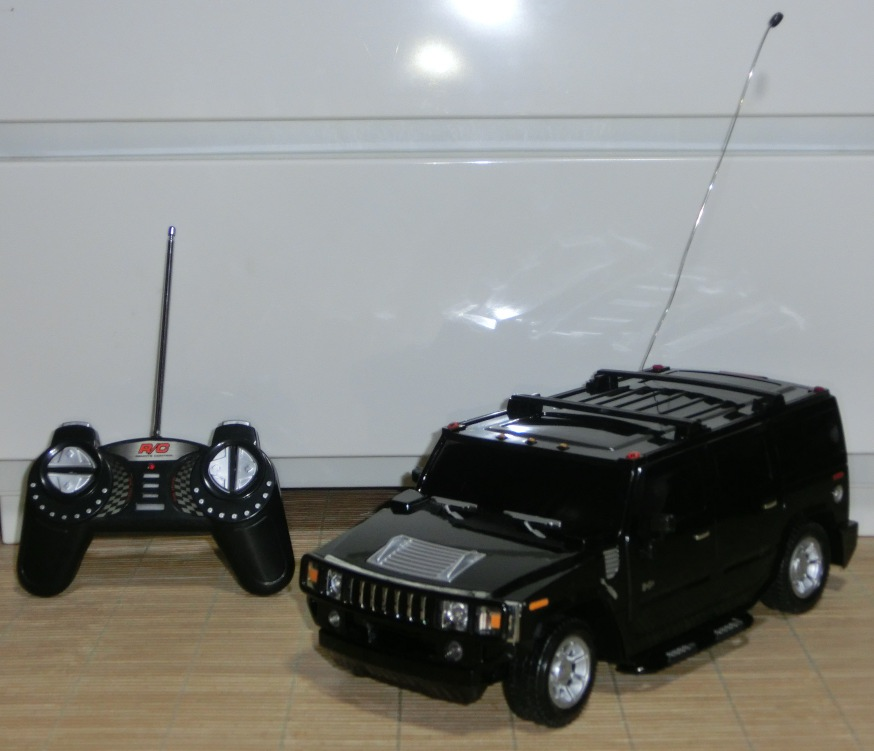
トイRCカーの例
(約1/15スケール ハマー H2)

トイ用またはトイ・グレードのRCカーとは、ほとんどの製品が、本体や操縦機（送信機）などがフルセットとなった一式が箱に収められた状態で販売されており、取り出して送信機と本体に電池を入れれば楽しめる（乾電池型の充電電池を入れ、本体に設置したジャックに充電器を差し込む製品もある）完成品となっている。玩具屋やデパートの玩具売り場、一部の家電量販店などで販売される、一般的にはあくまで子供用玩具である。「トイラジ」とも呼ばれる。

### 利点
安価であることが最大の利点である。走行速度はホビー用と比べると比較的低速で、操縦が容易である。小型モーターを乾電池で駆動させていることもあり、連続走行時間はかなり長い。走らせるまでの手間がかからず、ホビー級のうちで最も簡単なRTR車より容易である。必要なものは乾電池や充電用の家庭用電源のみということが多い。
実車のスケールモデルとしての意味合いを持たせたものの中には、ホビー用のスピード競技用モデルでは省かれる装置・装備が施される場合がある。例えばヘッドライト・ウインカー・ブレーキランプ・クラクションが作動したり、ドア・窓・ボンネット・トランクなどが開閉し、内装が再現されたもの、ラジオやスピーカーなどの音響システムを搭載するもの、生活防水を持たせたものもある。
車種は幅広く、乗用車・レース用車（オンロード・オフロード）・オートバイなど、走らせることがメインのものから、作業用車（トラック・ブルドーザー・クレーン車・パワーショベル車など）や、戦闘用車輌（戦車など）は実車同様のギミックによる操作を楽しむもの（作業車で物を持ち上げたり運んだり、戦車はBB弾などの発射装置により打ち合うことができたり）もある。ラジドリの流行やトラックモデルのように、ホビー級の車に実車と同じ付属装備を装着し楽しむ愛好家も存在する。

### 欠点
コストダウンのため、設計や構造が簡素で、大部分は小型モーターを乾電池で駆動しているため非力であり、走行性能はホビー級より低くなる。大半のモデルで、サスペンションは全く付いていないか、付いていても初歩的な形式で、そのため多くはオンロード用となっており、オフロード的な外見であっても実際には満足にオフロードを走れないモデルが少なくない。
RCシステムについても同様で、ホビー用のように標準化されておらず、比例制御ではないものも多い。ステアリング操作は「右いっぱい、中立、左いっぱい」の3つの舵角しか取れず、スロットルも、「停止」、「全速力」の2つだけなどの単純なものも多い。
補修部品やスペアパーツは、ほとんど市販はされていないため修理は難しく、最初の故障が発生した時が寿命とも言える（この点においても一般の玩具と変わらない）。車に付属している取替え部品は電池と充電器ぐらいで、主要取替え部品を揃えたメーカーは極めて少なく、注文に応じてくれるメーカーもあるが、納期は一般に長めである。

### トイ用の例
- 対象年齢 6歳以上
  - 京商：「1/16 リアルサウンドレーシング KYOSHO EGG」[6]
  - CCP：「1/24 リアルカーシリーズ」[1]、「1/32 リアルカーシリーズ」[7]
- 対象年齢 8歳以上
  - 京商：「1/20 Exspeed Circuit レーシングカー KYOSHO EGG」[8] 、「1/24 メタルドライブ KYOSHO EGG」[9]
  - タカラトミー：「ドリフトパッケージナノ」[10] (約1/42スケール)[11]

## ホビー用
基本的には、トイ用に比べると実車に近い構造を持ち、比例制御が可能なRCシステムが搭載でき、より実車に近い挙動や高い速度・出力を得ることができる。本格的な作りのシャーシではサスペンションやホイール・アライメントを細かく調整することも可能。

### 様々な販売形態
必要な一式をまとめて購入できるものから、必要な範囲での購入、パーツ単位での購入とさまざまである。
- シャーシキット

未組み立てのシャーシキットであり、他のパーツ類（RC装置（送信機、受信機、サーボ、スピードコントローラーなど）、ボディ、走行用バッテリー、モーター）などは一切付属していない。新型シャーシの販売時など。
例1)「タミヤ TB EVO.6 ブラックバージョン シャーシキット」
例2)「京商 TF6 SP」
- 組み立てキット

上記のキットに、対応したボディーと走行用モーターなどがセットされたキット。RC装置、走行用バッテリー、充電器などは付属しておらず、好みに応じて各グレードのものを選ぶのも楽しみである。下記フルセットやRTRなどが市場に出回る以前は、ほぼ全てのキットがこの形式であった。販売店によっては走行に必要な他のパーツ類をセットして販売する場合がある。
例1)「タミヤ XANAVI NISMO GT-R (R35） （TB-03シャーシ）」
例2)「京商 TF-5S カルソニック インパル GT-R」
- フルセット

組み立てキットに、RC装置（送信機、受信機、サーボ、スピードコントローラー）、走行用バッテリー、充電器のセット。キットの組み立てやボディーの塗装は行う必要があるため、本格的なホビーRCカーを比較的手軽に楽しめる。
例)「タミヤ アルファロメオ MiTo（M-05シャーシ）フルセット」
- RTR (Ready To Run：レディー・トゥー・ラン)

組立て＆塗装済みのフルセット。シャーシにRC装置や走行用モーターを搭載・調整済みとなり、そのシャーシに対応したボディーも塗装済みで付いてくる。走行用バッテリー、充電器もセット。送信機の電池は基本的に別売。走行用バッテリーを充電してシャーシにセットすれば走行可能なため、購入してすぐに走れるという意味で、Ready To Runと呼ばれる。
様々な乗用車や競技用トラックがRTR車として販売されており、多くはローエンドキット車のシャーシを組み立てて販売されている。ただし、組立済みとはいえ中身はホビー用RCカーなので、走行後のメンテナンスを怠ってしまうと、あっという間に性能低下に繋がるので、長く楽しみたいならば組立済みとはいえ整備は欠かせない。
RTR車の購買層の拡大に伴い、メーカーはそのファンを中・上級版のキット車に取り込む努力をしている。
例1)「タミヤ XBシリーズ」
例2)「京商 ミニッツレーサー レディセット」
- オプションパーツ

多くのオプションパーツが製造メーカー及びサードパーティーから用意されており、その種類・値段も多岐に渡る。RCカーのいわゆるカスタマイズやチューンアップ用パーツで、性能向上や能力の追加が目的のほとんどである。主なものとしては、高性能なモーターやバッテリー、タイヤなどであるが、軽量化や強度アップのためのシャーシやサスペンションパーツ、ドライブシャフト、ギヤセット、ボルトやビスまでを軽量な金属のものに変えるためのセットなどもある。
見た目重視の、いわゆるアクセサリパーツやドレスアップパーツもあり、アニメや特撮に登場する車を再現したり、デコレーションを追加するために用意されているパーツ（ボディやエアロパーツ、ステッカーやフィギュアのセット）である。
- スペアパーツ

ホビー用のラジコンカーは前述の通り、キット一式での販売がほとんどである。そして基本的には、ほぼ全てのパーツがスペアパーツとして単体（もしくは、ユニットごと）で手軽に手に入るようになっている（はずである）。さもないと、走らせて行くうちに起こるであろう破損や消耗、摩耗により直ぐに走らせられなくなる。ホビー用のラジコンカーは、かなりの高速で走り、ほぼ間違いなく（特にビギナーの頃はたびたび）衝突・破損し、そうでなくても摩耗・消耗する部分ばかりといっても良い。ゆえに、販売されているパーツを1台分集めればキットが完成するくらいでないと、安心して長くそのキットを楽しむことは出来ない。スペアパーツは各メーカーが、それぞれのキット用に用意しているが、以前は模型店にて購入（在庫が無ければお店を通じて注文）するのが一般的であったが、インターネットが普及してからは、各メーカのHPにて、直接注文することも普通となった。

### 動力
モーター（電動車）とエンジン（燃料車）に大別される。
電動車は、小型で強力な、ブラシ型またはブラシレス型モーターで駆動され、電源は充電式のニッケル・カドミウム電池、ニッケル水素電池、リチウムイオン電池が主に使用される。
燃料車は、小型のものはメタノールを主体とした、ニトロメタン、オイル（ひまし油、鉱物油および合成油）の混合燃料を使い、「ニトロ車」と呼ばれる。大型のものは、芝刈り機等と同じ混合ガソリン燃料の小型汎用ガソリンエンジンを使い、「ガソリン車」と呼ばれる。
- 電動車・燃料車ともに最高水準のものは高度の技術と、高額な費用を必要とする。
- 電動車はEP(Electric Power)、燃料車はGP(Gas Power)と呼ばれることがある[15]。

### 電動車

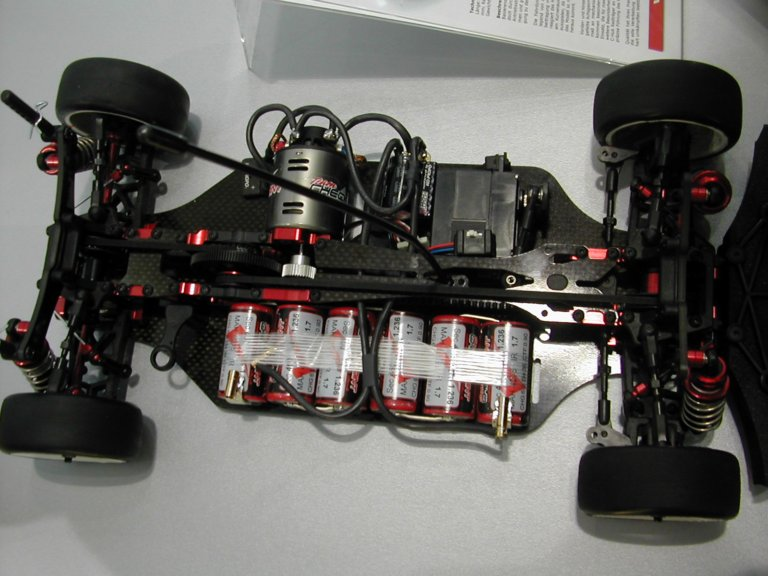
電動車の例
(1/10スケール 京商 TF-5 スタリオン)

動力となるモーターの回転をコントロールするスピードコントローラーは、機械式（接点式）と電子式の2つに大別される。送信器のトリガーまたは操縦桿（スティック）の位置（トリガーを引くもしくはスティックを前方に倒す量）に比例し、スピードコントローラーによりモーターへ供給される電力が増減され、車の速度も増減する。トリガーを前方へ押す（操縦桿の場合は下側へ倒す）と後退やブレーキとなるが、レース場などでは衝突の危険があるため、後退はレギュレーション（規則）で禁止となっている場合があり、そもそも後退する機能が省かれている場合もある。

#### スピードコントローラーの種類
機械式スピードコントローラー
抵抗器（巻線抵抗器による無段変速式と複数の抵抗を組み合わせた多段変速式がある）と端子（サーボホーンに繋がっており抵抗器の上をスライドさせる）を組み合わせたスイッチをサーボで切り替えることにより、モーターの回転数を調整する（抵抗制御）。抵抗器で電気を熱として消費し、電源からモーターへ流れる電流量を減少させているため電気的効率は低く、機械的に作動する部分があるため、速度の増減の反応は後述のタイプより悪くなるのは否めない。さらに、低速域は抵抗器の発熱が大きくなるため、長時間の低速走行は破損を招く場合もある。また、汚れやすく、作動が間接的で、微妙なブレーキ操作がやり難い。この方式では非常にコストを抑えられるというメリットがあり、また古くは実質的にこの方法しかなかったため、旧型ホビー・グレード車や入門向けモデルに採用されることが多かったが、電子式スピードコントローラーの低価格化により、採用される例はほとんど見られなくなった。機械式スピードコントローラーが採用されていた旧来の製品が再発売される時も、電子式スピードコントローラーの使用が指定される場合が多い。機械式スピードコントローラーは「組み立てキット」側に付属する。
電子式スピードコントローラー(ESC：Electric Speed Controller)
MOS-FET（metal-oxide-semiconductor field-effect transistor、電界効果トランジスタの一種）を利用した電子回路によってPWM（Pulse Width Modulation、パルス幅変調）制御（チョッパ制御）をすることで、単位時間当たりのモーターに供給する電流を調整してスピードコントロールを行う。機械式と比べ、速度が段階的ではなく連続的にコントロールが出来ることに加え、さらに多くの場合はモーターを電磁ブレーキ化できるので、スムーズに速度コントロールをすることができる。
ブラシモーター専用タイプ、ブラシレスモーター専用タイプ、ブラシモーター、ブラシレスモーター両方に対応したタイプがある。電子式スピードコントローラーは「組み立てキット」側に付属していなく、プロポセット側に付属する物を組み込む(または別途購入する)。

#### 走行用モーターの種類
多くの場合直流電動機を使用する。
ブラシ付きモーター(ブラシモーター)とブラシレスモーターの2種類が使われ、使用するバッテリーは共通だが構造や制御方法が異なる。

ブラシ付きモーター(整流子電動機)の動作

ブラシ付きモーター(ブラシモーター)
RCカー初期の頃から広く用いられているモーター。ブラシレスモーターに比べると比較的安価。
出力を保つにはブラシやコミュテーター(整流子)を定期的にメンテナンスを行う必要があり、特に、競技用の高性能なモーターではブラシやコミュテーターの摩耗も激しく、清掃や交換、「あたりを付ける」と称される交換後の慣らし運転やその技術も重要である。
ブラシレスモーター
無整流子電動機の中でもインナーローターのタイプが利用される。ネオジム磁石のような高性能磁石をロータ（回転子）にして内側に収容し、巻線をステータ（固定子）にして外側に配置している。
ブラシやコミュテーターが必要無くなり、高回転が可能でメンテナンスも軸受への注油のみに削減された。
さらに回転軸の慣性モーメントが小さくでき、スロットル操作へのレスポンスが良くなる上に、巻線から出る熱をモーター外部へ放熱しやすいという利点がある。
永久磁石を利用するローターは、熱減磁により磁力を失う場合がある。標準的なネオジム磁石では80℃程度まででなければ元の磁力を回復できない。
モーターは回転数あるいは「KV値」で格付けられている。KV値は「1ボルトあたりの回転数」を示す。
ブラシレスモーターは比較的強力な出力を得られるので、超大型トラックや1／8縮尺バギーなどを電動車に改造するときにも利用される。

#### 走行用バッテリーの種類
小型の電動車には乾電池を使用するものもあるが、すぐに消耗するため、大抵は以下のような充電式電池を走行用バッテリーとして用いる。
エネルギー密度が大きく燃焼の可能性の大きいバッテリーや爆発事例のあったバッテリーは、サーキットによっては持ち込みが禁止されている場合がある。
- ニッケル・カドミウム蓄電池（Ni-Cd）

ラジコンカー黎明期からのもので、強力なバッテリーとして登場（標準が乾電池だった時代）し、最初は6V、続いて7.2Vが登場した。現在はRCカーの入門者向けに用いられる。メモリー効果が顕著。
　例1）タミヤ7.2Vカスタムパックと充電器セット 1300mAh
　例2）ヨコモ 2.4G-RSIII ドリフトパッケージ用ランニングセット 1400mAh
- ニッケル・水素充電池（Ni-MH）

Ni-Cd電池より大容量化が可能。自己放電が多めでメモリー効果もある。
　例1）京商 マッスルパワｰ 3600HV 7.2V Ni-MH バッテリー R246-8454
　例2）タミヤニッケル水素バッテリー7.2Vアドバンスパック 3700mAh
　例3）ジーフォース 7.2V NiMH SPORT PACK 2400～4000mAh
- リチウムイオンポリマー二次電池（Li-Po） - LiPo、Li-Po、リポ、リチウムポリマーバッテリーなどと呼ばれる。

エネルギー密度が高く軽量で自己放電が少なく、メモリー効果も無いなど高性能だが、取り扱いを間違えると発火するなど上級者向け。
　例1）ヨコモ Lipo 4000mAh/7.4V ストレートパック バッテリー (T型コネクター仕様)
　例2）ジーフォース Catapult LiPo Battery 3300～5800mAh
　例3）ヨコモ レーシングパフォーマー Li-po 7.4V 6000mAh 100C バッテリー（＋5mm／-4mmコネクター仕様）
- リン酸鉄リチウムイオン電池（Li-Fe） - LiFe、Li-Fe、リフェ、リチウムフェライトバッテリーなどと呼ばれる。

Li-Po電池に比べるとエネルギー密度は劣るが安全性は高く、軽量で自己放電が少なく、メモリー効果も無いなど扱いやすい。
　例1）タミヤ LFバッテリー＆充電器シリーズ 1600～2200mAh
　例2）川田模型 Li-Feバッテリー6.6V 4200mAh 50C
　例3）イーグル模型 Li-FeﾊﾞｯﾃﾘｰEA4200R/6.6V 65C+α･ﾊｰﾄﾞｹｰｽ仕様
※mAh (ミリアンペアアワー) ： 放電容量

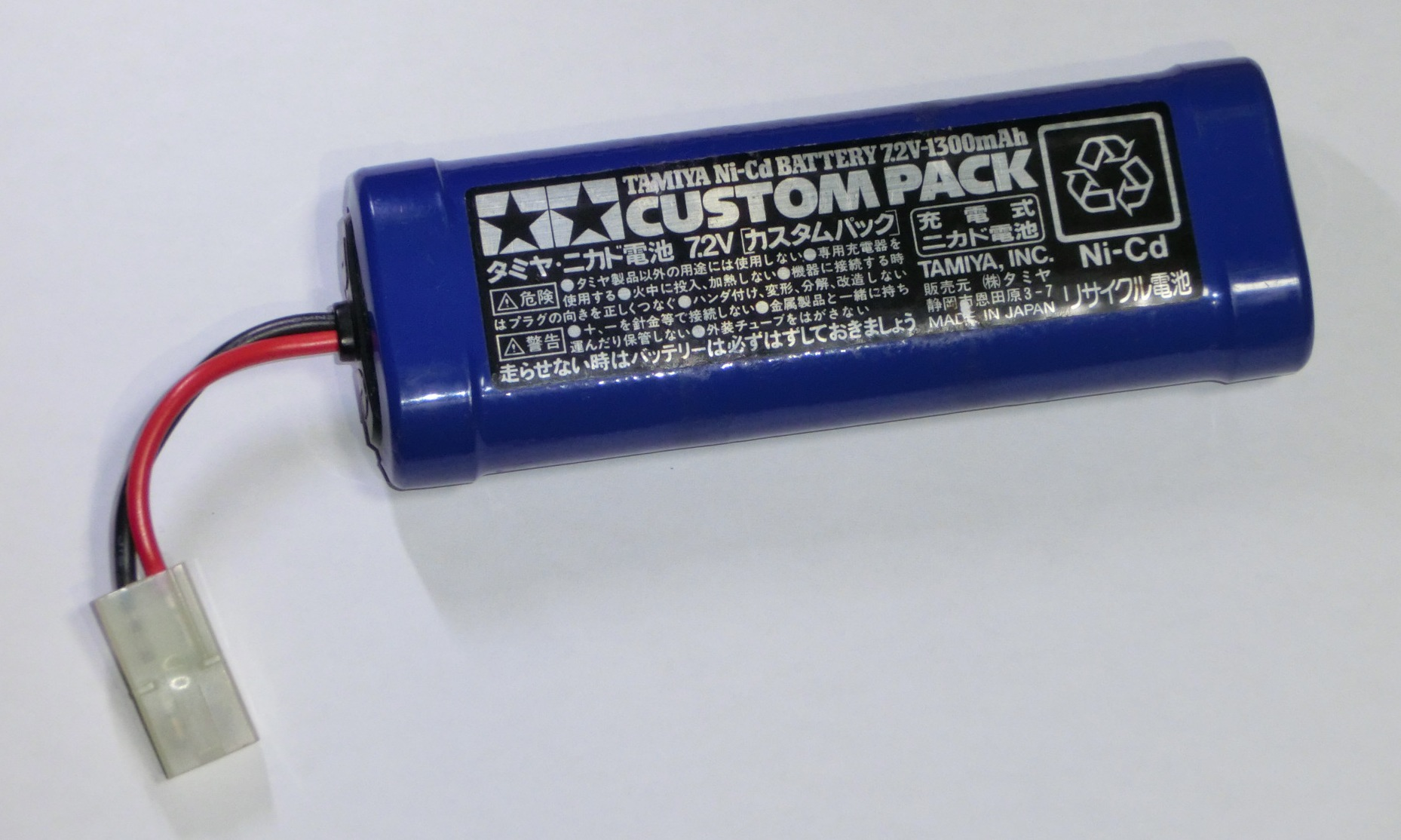
タミヤのニカド電池
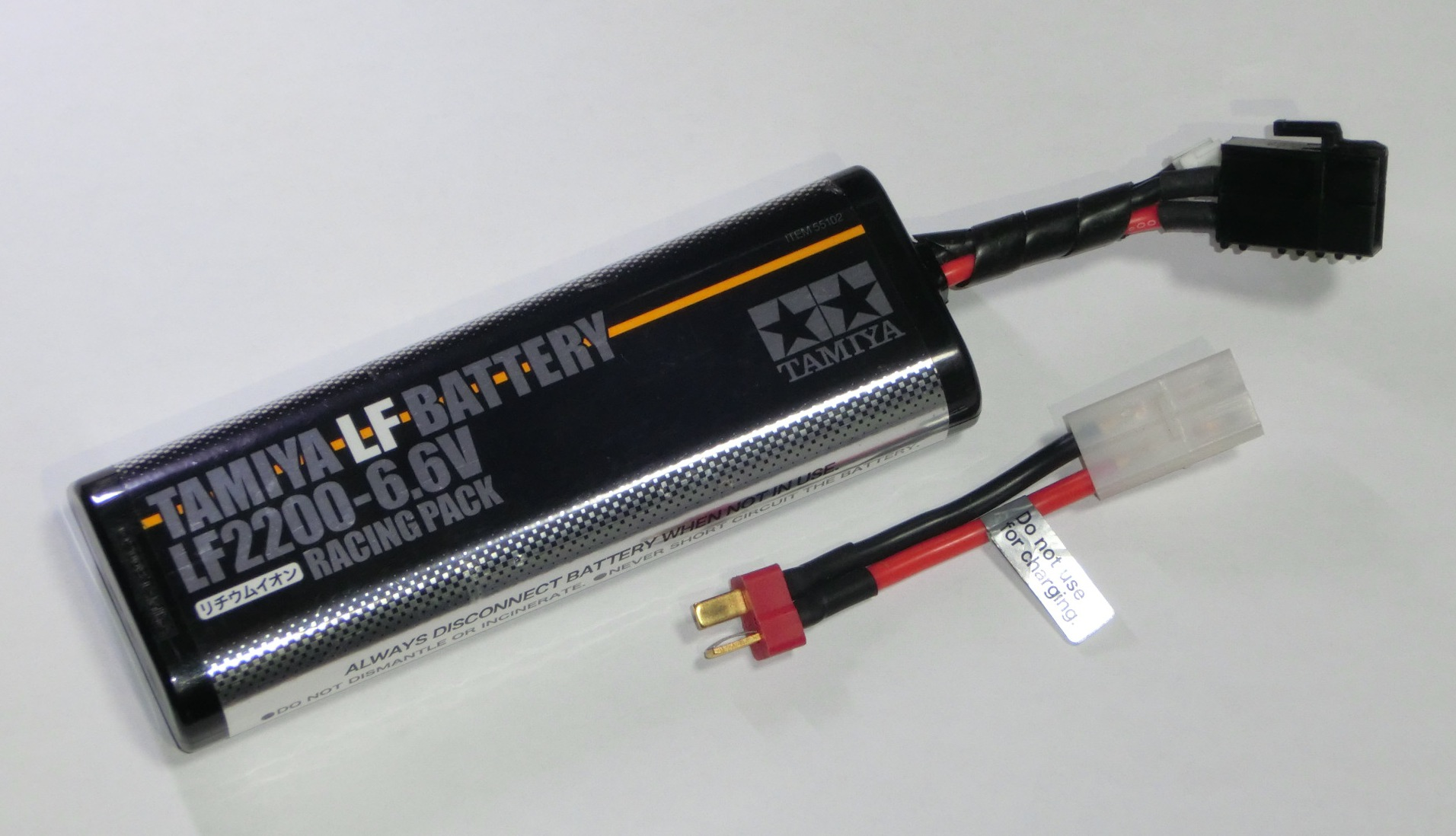
タミヤのLFバッテリーと変換コネクタ
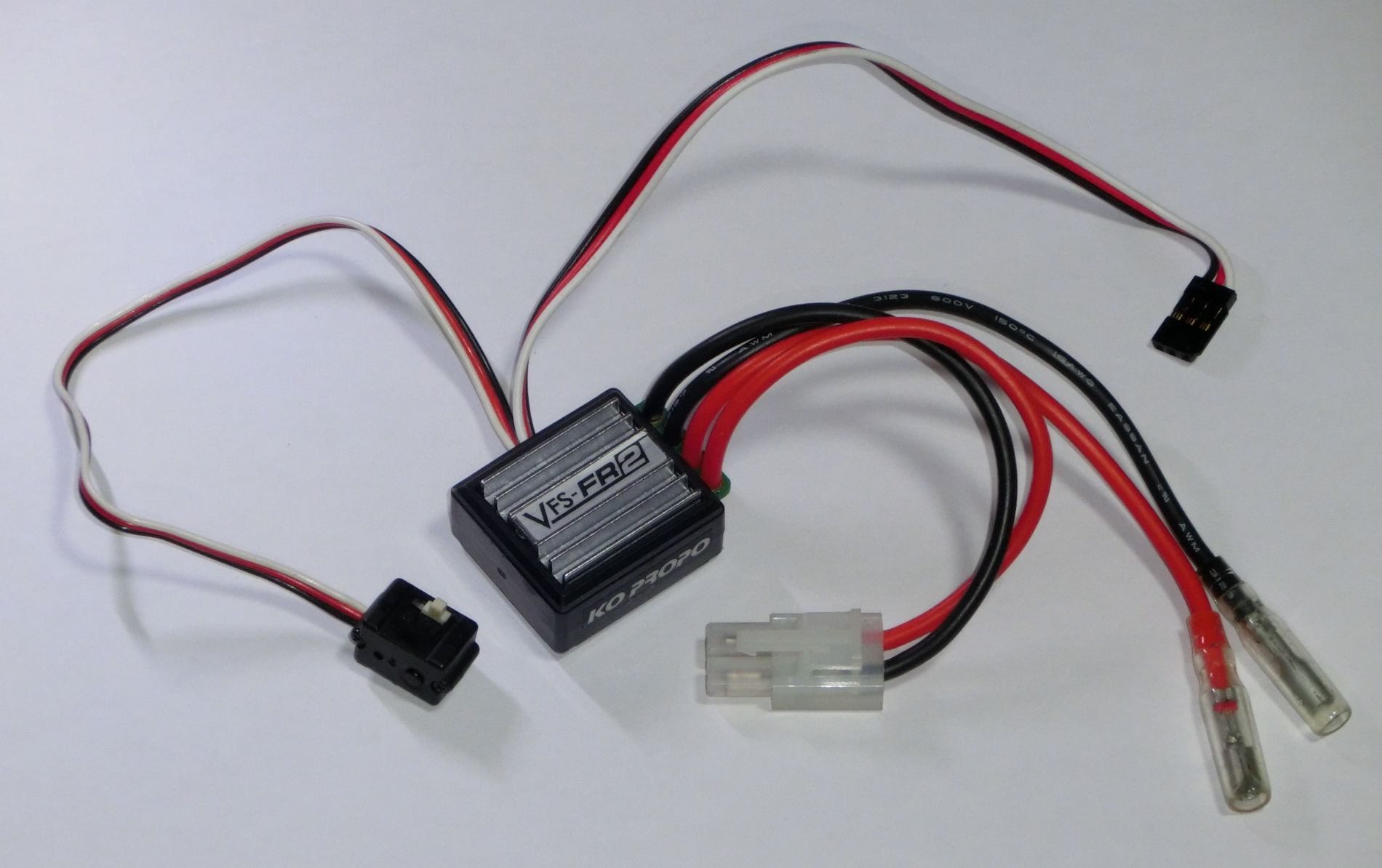
タミヤコネクタに対応している他社製ESC

### 燃料車

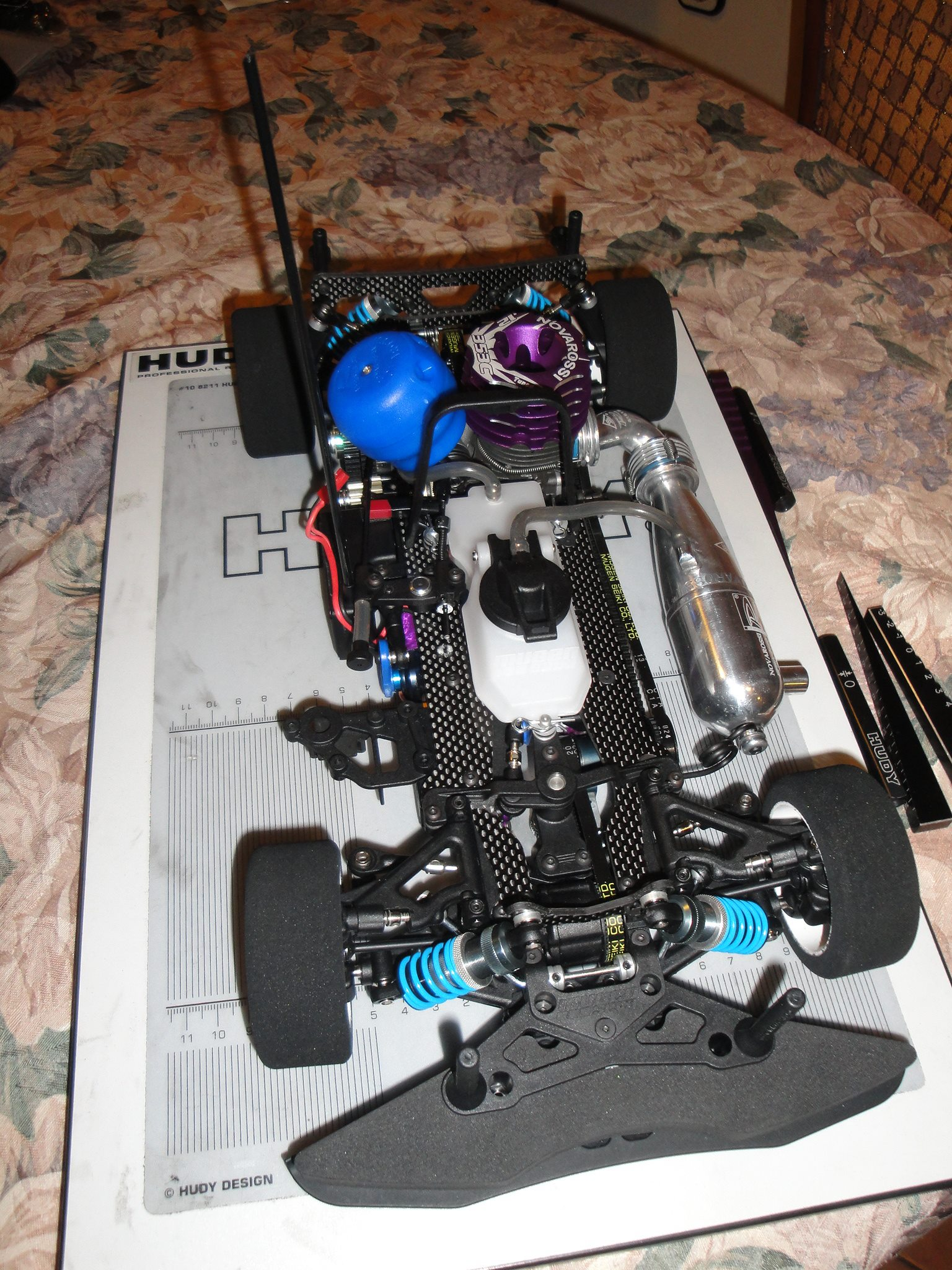
燃料車の例
(1/10スケール 無限精機 MTX-5)

燃料車に用いられるエンジンは、模型用グローエンジンが主流である。スロットルにサーボを接続し加・減速を操作する。サーボをある方向に回すと、キャブレターの中のスロットルが開き、混合気の吸入量を増やす。サーボを逆に回すと、スロットルが閉じられブレーキシューが押し付けられて摩擦を起こし、ブレーキがかかる。一般的な構成では、エンジンからの1次減速軸に作用するため、2輪駆動は2輪に、4輪駆動車は4輪が制動される。ニトロ燃料車のエンジンの排気量は0.12 - 0.35立方インチ（2.5 - 5.8立方センチメートル）のものが多い。もっと大きな規格外エンジンも生産されているが、用途は公式競技以外であり、規則に関わり無く使用されている。エンジンの大きさは競技クラスによって決められる。1/10縮尺の競争車は、オンロード、オフロードともに0.12 - 0.18エンジンを使う。1/8縮尺では0.21 - 0.32エンジンである。ガソリン燃料車のエンジンは、小型汎用ガソリンエンジンを流用し、世界選手権が0.023リットルで行われているため、0.025リットル前後のものが多い。

#### ニトロ燃料車

一般的2ストローク・ガソリンエンジンの模式図

ニトロ燃料車は、標準の状態でも電動車よりも速い場合が多い。最大出力は、エンジンの回転数が中速と最高速の間で発揮される。スロットルの反応は、電動車より鈍い。電動車は瞬間的にトルクを発揮するが、燃料車は遠心クラッチを採用していることが多いため、実車のクラッチ接続時のようにもたつく。ニトロ車など燃料車は、数秒の給油によって直ちにレースに復帰できるが、電動車はボディーを外してバッテリーの着脱を行なわなければならない。燃料車は完全な空冷式になっていて、冷却するための中断をせずに連続走行できるが、長時間の連続走行では冷却が追いつかずオーバーヒートを起こしやすい。ニトロ車は、平均的には電動車より大きい。電動車が高性能を発揮する大きさは1/10縮尺以下である。ただし、両車種に同縮尺のものもある。2013年現在リチウムイオンポリマー二次電池やブラシレスモータの普及により、1/8縮尺においてもニトロ燃料車と電動車の差は無くなり、条件によっては電動車のほうが高出力となることも多い。
ニトロ車の主流は2サイクル・エンジンであり、エンジン音が実車に似ていることは、電動車にはないニトロ車の魅力である。ただし、排気中の油が車体に付着し電動車よりも汚れやすく、変成アルコールなどの溶剤をコンプレッサーで吹き付けて、たびたび清掃を行なう必要がある。ニトロ車はエンジンが直立し、大きな放熱器が高い位置についているため重心が高くなり、ロールが大きくなるという問題を抱えている。この問題を解決しようとエンジンを横に倒した商品が発売されたが、放熱の問題を解決することができず、一般化することは無かった。
ニトロ車は、RTR車の様な初歩的なものでも、エンジンを調子よく回し続け、燃費を抑え、エンジンの磨耗や過熱を防止するために、燃料と空気の比率を調整することを習得しなければならない。
基本性能が高く、長時間の走行を行なうために、ニトロ車の機械的な損耗は電動車よりも大きい。加えて、高速で重量が大きいために衝突のときのダメージは大きい。従って、強度面に配慮されている。ニトロ車は、大きな出力に起因する応力に対抗するために、丈夫に作られている。

#### ガソリン燃料車
ガソリン燃料車は、「燃料車」、「ガソリン車」などと呼ばれ、ガソリンとオイルの混合燃料を使用する。主流が1/5縮尺と大きいため、ニトロ車・電動車に比べて高価である。大型であるので、走行場所も広大になる。ニトロ車や電動車と比べて最高速度は特に高くは無く、強力ではあるが燃料はさほど消費しない。
また、ニトロ車のアルコール燃料は、模型エンジン用の専用品を用いるため高価であり、30000rpm以上の高回転で多用されるため、ニトロエンジンの寿命は短い。それに対し、ガソリンエンジン車の燃料費用は自動車用のガソリンを流用するためにそれほど高くない。エンジンの最高回転数も10000rpmにも満たないため、ニトロ車に比べ寿命は長い。2000年代以降は、ヨーロッパで大縮尺のスケール車に人気がある。中にはミニチュアのV12エンジンを使用する猛者も存在する。

### 追加部品
RC模型自動車を走行させるために、一般に追加部品を必要とする。
電動車では、走行動力用としてのバッテリーが必要。車載電子装置の電源は走行用のバッテリーと共用されることが多い。
ニトロ車では、アルコールを主成分とした燃料。車載の電子装置の電源として、単3型の乾電池または6ボルトのバッテリーパック。エンジンを始動するための、プル・スタート装置、スターター・ボックス、バッテリー駆動のロトスタートなどエンジン始動用具。グロープラグと、それを赤熱させるための電源が必要。
ガソリン車ならば燃料用ガソリン。混合潤滑用オイル。スパークプラグ。車載電子装置用の電源（SubCサイズの充電式電池が主流）が必要。
RTR車は、走行に必要な装備品が全て含まれ、最低限の調整済みの状態で出荷されるから、そのままで走行を楽しむことができる。しかしながら、部品の緩みの検査は必要で、取扱説明書にもそのように記されている。さらに、レースでの良好な性能を発揮しようとするならば、性能向上のための部品に交換が必要になり、調整出来る範囲も少ないために、キット車を購入した方が労力が少ない。
キット車、半完成車の場合、組み立てと調整は所有者が自分で行なう必要があり、RC装置やエンジンも自分で買うことになる。
ホビー用は、送信機の電源として単3型乾電池を使うことが多いが、上級機種では充電式のバッテリーパックが一般的。
ホビー用は発売後、それを追って他の製造メーカーやサードパーティーから改良版の部品が発売される場合がある。改良の幅は、寿命の延長から全体的な性能向上、性能に関係の無い外観を変更するための部品まで多岐にわたる。

## 制御システム

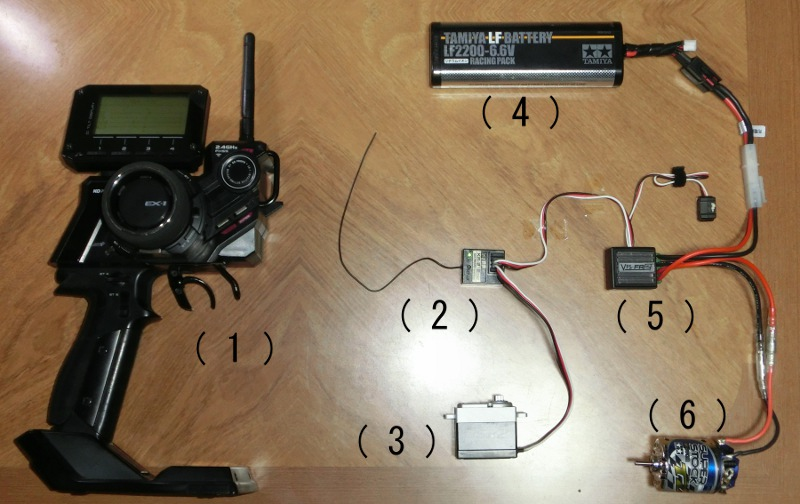
電動RCカー用制御システム例
(1)送信機, (2)受信機, (3)ステアリングサーボ, (4)走行用バッテリー, (5)ESC, (6)走行用モーター

基本的にRCカーは全て次のような原理で作動している。
- 作動原理

1. まず、操縦者の手に送信機が必要である。
2. 次に、車載された受信機が必要である。受信機は送信された信号を受けて、適切な電気信号に変換し、それを操作装置（サーボモータ、あるいは電子式スピードコントローラー(ESC)）に電気信号のパルスの幅を変えた信号を送出し、速度調整や操舵を行なう。
3. RC装置は、送・受信機間の伝達に電波を利用する。

### 送信機

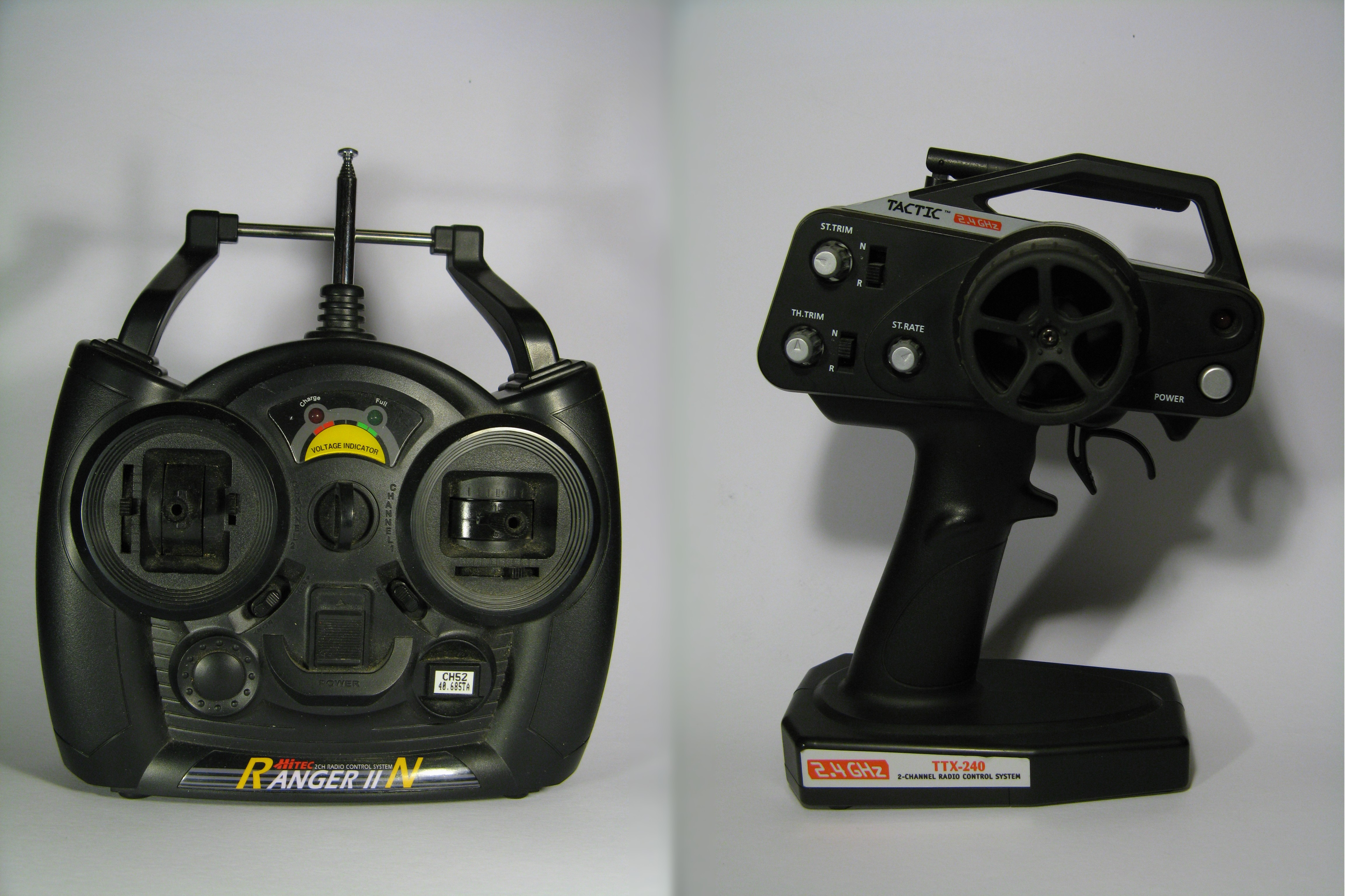
スティック式とホイール式

送信機は入力された操作を信号として処理し、電波に乗せて送信する。
ほとんどのものはステアリング操作とスロットル操作の2チャンネル送信機で操作可能であるが、戦車や作業車など例外はある。
操作形式としては、2本のスティックを使いスロットルとステアリングを操作するスティック式と、ピストル式トリガーでスロットルを操作し、ホイールを回してステアリングを操作するホイール式の2つがある。
黎明期の送信機がボタン打ちのシーケンシャルなシステムに対し、プローポーショナルな現在主流なシステムに移行する時期の送信機には「Proportional System」と表記されていたため、送信機を「プロポ」と呼ぶ誤解が広まり、現在では一般名称化したため送信機のことを指してプロポと呼ぶ場合がある。
ツインサーボや4WSに対応している機種もある。

#### 使用する電波について
電波は操縦者の操作をRCカー側へ伝達する役割を担う、目に見えないが非常に重要な要素である。
RC装置は当初、送・受信機間で用いる電波にAM方式を利用していたが、その後、より信頼性のあるFM方式やPCM方式を用いるようになった。水晶振動子の交換により周波数を変更し、複数台の同時走行を可能にしていたが、近年では2.4GHzのISMバンドにてスペクトラム拡散方式を用いることで、複数台の同時走行を可能にした方式が主流となっている。

#### 代表的な送信機(2.4GHz)
2.4GHz帯という混み合ったバンドを使うため、同じ周波数、同じ伝送方式でもメーカーごとに独自仕様である場合が多く、互換性は基本的に無い。
送信機と受信機の対応はきちんと確認する必要がある。代表的な伝送方式とその送信機としては2016年現在、以下のものが存在する。

##### FHSS方式
FHSS方式（英語: frequency hopping spread spectrum、周波数ホッピング・スペクトラム拡散）はRCカー用送信機では2016年現在、最も一般的な伝送方式である。近距離無線通信規格の1つであるBluetoothにも採用されている。
- KOPROPO
  - EX-2、EX-1 FHSS（KIY）、EX-5FH 2.4GHz FHSS、EX-RR

- 京商
  - Syncro Touch KT-432PT

- SANWA ※SANWAの送信機では、FHSS方式の中でもさらにFH3、FH4とチャンネル数などで表記が変わる。
  - M12S、EXZES ZZ、MT-4S、Aquila-6 4WD、MX-3X、GEMINI X

- Futaba ※Futabaの送信機では、FHSS方式の中でもテレメトリーシステム対応の場合は T-FHSS などと表記が変わる。
  - 4PX、3PV、3PRKA、4GRS

- YOKOMO
  - 2.4G-RSIII

##### FHS方式
- 京商：Syncro Touch KT-432PT、KT-19

##### MHS方式
ホッピング方式(FHSS)に直接拡散方式(DSSS)を組み合わせた、 Mini-Z 独自の2.4GHzシステム。
- KOPROPO：EX-2、EX-RR
- 京商：Syncro EX-6

##### ASF方式
ミニッツレーサー、dNaNoシリーズ用
- KOPROPO：EX-1 ASF（KIY）
- 京商：Syncro EX-6、パーフェックス EX-5UR ASF、パーフェックス KT-18

##### DSSS方式
DSSSの伝送方式は、無線LANの規格IEEE802.11bでも使用されていた。
- KOPROPO：ESPRIT4
- SANWA：MX-3X、MX-V、GEMINI X

#### 無線LANの応用
無線LANの仕組みを応用し、専用の送信機ではなくスマートフォンやタブレットといった電子機器から無線操縦するタイプも登場し、FPVのようなことも可能になったが、これはスマートフォンやタブレットに送信機の役割を負わせたものであるが、制御システムの作動原理はほぼ同じである。

#### テレメトリー
SANWAやFutabaの送・受信機にはテレメトリーに対応している機種があり、RCカー側の電圧、温度、回転数などを取得し送信機の画面に表示することができる。

### 受信機
操作されるRCカー側に車載されている必要がある。送信された電波を受けて、適切な信号に変換し、電圧として端子に出力し、接続されたサーボや電子式スピードコントローラーなどの機器に操縦者の意志である信号を送るのが役目である。
電気パルスの幅で信号を伝えるPWM方式が一般的である。
ホビー用途では、ステアリング用とスロットル用の2チャンネル分の端子に、電圧として信号を出力するだけの受信機が一般的だが、
コスト削減や軽量化・省スペース化などの理由で電子式スピードコントローラー(ESC)と一体化している受信機も存在する。

#### フェイルセーフ機能
送信機からの電波を受信機が受信できなくなっただけで、RCカーは文字通り制御不能（ノーコンと呼ばれる）に陥るが、そうなった場合のフェイルセーフとして、ある一定の動作をさせ、事故を防ぐ機構が備わっているものがある。どういう動作をさせるかを受信機に事前に設定（例えばスロットルならば、バック付きESCならニュートラルに、バック無しESCや構造上バック不可能な燃料車は、ブレーキを効かせる設定が推奨される）しておくことで、いざ送信機からの信号がなくなった場合の、万が一の大事故を防ぐものである。
本機能が正しく働いたとしても、制御不能なことには変わりなく、路面の状態や他車の状況、違法電波の飛込みなどで更なる挙動変化が起こり、安全に停止できるとは限らない。スピードの出るRCカーは周囲が囲われたRCカー用のサーキットで走行させるのが安全である。

### サーボモータ

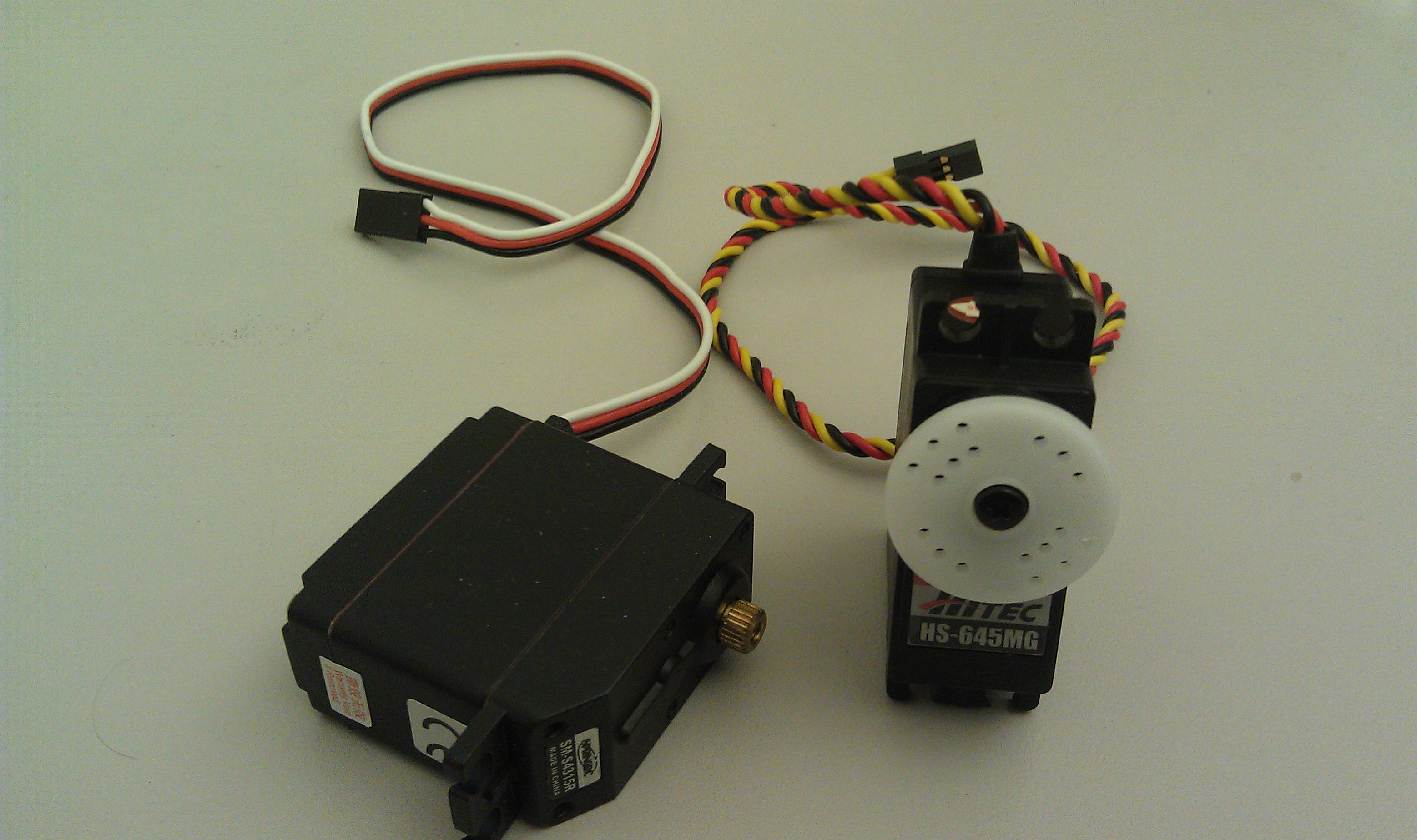
サーボモータの例

受信機に接続され、送られてくる信号に従い、サーボホーンの角度を変化させ、R/Cカーの走行スピードや進行方向をコントロールするために使われる機械。
ステアリング用ならサーボホーンはステアリング機構に接続されており、車輪の向きを機械的に変更することで車体の進行方向をコントロールする。ステアリング機構には、ターンバックルによって接続され、長さが調整できるタイプがある。また、ステアリング用サーボにはサーボセイバーと呼ばれる機構により、車輪から伝わってくる衝撃を吸収して、サーボ内の歯車などが破損しないよう保護している場合もある。
スロットルコントロール用は、燃料車の場合、スロットルとブレーキ用にもサーボモータを車載しており、スロットル開度とブレーキシューの位置を機械的に変更する。電動車の場合は、車載しているスピードコントローラーが機械式の場合のみ搭載され、抵抗器を物理的に操作し、走行用モーターへ供給される電流を変更することで走行スピードをコントロールする。
ツインサーボや4WSなど、ステアリングにサーボを複数用いることもある。

### ESC
受信機に接続されたESC（Electric Speed Controller、イーエスシー）は、受信機からの信号に従い、走行用モーターへの電力供給量を電気的に変更する。走行用モーターに応じて制御方法や最大出力が異なるため、対応したESCを使用する必要がある。
走行用モーターがブラシ付きモーターなら単純なON／OFFやPWM制御方式の場合が多いが、ブラシレスモーターでは制御が複雑になる。
前進・後退のどちらも行えるタイプが多いが、レースではレギュレーションで後退を禁止とする場合もあるため、前進専用タイプも存在する。
2016年5月現在、電動RCカーにおけるスピードコントローラーは、ほぼ「ESC」であり、そう表記する場合がほとんどであるが、「アンプ」や「FETアンプ」などとも呼ばれる。ESCは何も増幅はしていないので、「アンプ」と言う呼び方は正しくないが、これは、巻線式抵抗や段階式抵抗でスピードコントロールをしていた時代から、マイクロスイッチ式（ここまでは機械式スピードコントローラーの時代でスピードコントロール用にもサーボが必須だった）、リレー回路式が出現。これがアンプ式と呼ばれた（これにしても何も増幅はしていない。詳しくはリレー回路のページ参照）。その後、現れた電子式スピードコントローラー（FET）も、何故か「アンプ」と呼ばれたことによる名残である。単に「スピコン」などと呼ばれることもある。
入門者向けのESCは最初からケーブルがはんだ付けされているが、中級者～上級者向けのESCは自分ではんだ付けを行う。太めの12AWGから細めの16AWGあたりまでが一般的に使用される。

#### 低電圧カット機能
走行用バッテリーの過放電（深放電）を防ぐため、電圧が下がると走行用モーターへの出力を抑える機能。
走行用バッテリーの種類によって低電圧とみなされる電圧が異なるため、注意を要する。
LiPo用のカット電圧に設定されているESCでNiCdやNiMHを使うと、定格電圧の違いから早々に電圧カットが作動し、NiCdやNiMH用のカット電圧に設定されているESCでLiPoを使うと、定格電圧の違いから電圧カットが作動せず、過放電に至ることもある。これを防ぐため、走行用バッテリーに応じて設定を変更したり、機能自体を無効化できる場合がある。

#### BEC機能
BEC（Battery Eliminator Circuitry、ベック）とは、バッテリー除去回路の略で、ESCに内蔵されている標準的な機能の1つ。スピードコントローラーを用いるものは、受信機のバッテリー端子と走行用バッテリーの間に組み込まれている（多くは既存の受信機のスイッチと同一の形状であり、ボルトオンで取り付けが可能である）。
走行用バッテリーから受信機側へ電力を供給する機能であり、受信機用バッテリーと走行用バッテリーを別々に車載する必要が無くなり、受信機用バッテリーを省略できるため、車体重量の軽減などメリットがあり、電力供給を受ける車載機器（受信機、サーボ、ポンダー等）の対応電圧と最大消費電流の合計で、適切な電圧、必要な電流が決まってくる。しかし供給電力が不足すると電力供給を受けている車載機器が正常に動作できず、ステアリングが誤動作を起こすなど不具合の原因になる場合があるため注意が必要である。
瞬間的な電圧ドロップ対策で受信機にキャパシタを接続する場合もある。

#### ブラシレスモーター用ESC特有の機能
ブラシレスモーター搭載車に使用できる特別な機能が搭載されたESCがある。ブースト・ターボ機能と呼ばれ、ブラシレスモーター特有の可変電子進角という特徴を利用した機能である。
ブースト機能
- モーター回転数に応じて電子的に進角を変化させ、モーター出力を上げることができる機能で、ブーストを開始するモーター回転数や、ブーストの効き具合をESCに設定する。加速度的にモーター回転数が増加していくが、無理な設定をするとモーターやESC、バッテリーなどを簡単に破損させるほど強力なため、入門者向けのESCでは基本的に使用できない[75]。

ターボ機能
- スロットル位置に応じて電子進角を変化させる機能。フルスロットル時にモーター出力が増加する。フルスロットルにしてからターボが効くまでの時間や、ターボの効き具合をESCに設定できる。

### ジャイロユニット
車体の回頭性(ヨーイング)を安定化させるユニットで、旋回時にリヤが流れたことを内蔵されたジャイロセンサーで検知すると、自動的にカウンターステアを幾らか補助的に当てて、操縦を安定化させる機能を持つ。大抵はオプションで追加でき、カウンターステアを自動的に当てる量は調整できる。
受信機とステアリングサーボの間に接続するタイプや、
受信機に内蔵されているタイプのほか、1/43スケールの小型RCカーで搭載可能な機種も存在する。
グリップ走行だけでなく、俗にいう「ラジドリ」にも有効。レースではレギュレーションで使用が禁止される場合もある。

### その他
Webカメラや測距センサ、ロータリエンコーダ等のさまざまなセンサ類やワンボードマイコン、データロガーなどを搭載し、研究開発で利用されることもある。

## スケール
さまざまなスケール（縮尺） のRCカーが存在する。
- 一般的に大きい方が整備しやすいが、その分大きな保管スペースや初期費用を必要とする。
- 一般的に小さい方が保管スペースを必要としないが、整備は細かく、難しくなる。

以下は代表的なスケールとその商品内容例である。1/10スケールが種類が豊富。
1/8スケール
京商
- GPツーリング (INFERNO GT)、レーシング (EVOLVA)
- GPモンスタートラック、レーシングバギー (INFERNO)、スタジアムトラック(INFERNO ST)
- EPツーリング (INFERNO GT VE RACE SPEC)
- EPモンスタートラック、レーシングバギー (ULTIMA)

タミヤ
- GPレーシングトラック
- トリプルホイールシリーズ 1/8 ダンシングライダー

無限精機
- GPツーリング
- GPレーシングバギー、レーシングトラギー
- EPツーリング
- EPレーシングバギー、レーシングトラギー

1/10スケール
京商
- GPツーリング (PureTen)、フォーミュラ (KF01)
- GPモンスタートラック、レーシングバギー(DBX)
- EPツーリング (TF-5 / TF6)
- EPレーシングバギー (DBX VE)、ラリーカー (EP FAZER Rally)

タミヤ
- GPツーリング
- GPバギー
- EPツーリング、フォーミュラ
- EPレーシングバギー、ピックアップトラック、レーシングトラック、トラクター

ヨコモ
- EPツーリング、フォーミュラ

川田模型
- EPツーリング、フォーミュラ、ドリフトカー
- EPバギー

無限精機
- GPツーリング、レーシング

1/12スケール
トゥエルブと呼ばれるカテゴリーがある
京商
- GPレーシング (SPADA)
- EPレーシング（プラズマRa、プラズマLm）

タミヤ
- EPグループCカー、タムテックギア
- EPクロスカントリー

ヨコモ
- EPレーシング

川田模型
- EPレーシング、ツーリング

1/14スケール
タミヤ
- EPビッグトラック、トレーラーヘッド
- スターユニットシリーズ

ヨコモ
- EPバギー

1/16スケール
京商
- GPレーシングバギー、スタジアムトラック(Half8)
- EPスタジアムトラック、ミリタリービークル(Half8)

タミヤ
- タムテックギア
- 1/16 RCタンクシリーズ

1/18スケール
京商
- EPツーリング (NRX-18)
- MINI-Z Moto Racer

1/24スケール
京商
- MINI-Z RACER FORMULA
- MINI-Z BUGGY

川田模型
- EPツーリング

1/25スケール
タミヤ：1/25 RCタンクシリーズ
1/27スケール
京商
- MINI-Z RACER
- MINI-Z AWD

1/28スケール
京商：MINI-Z OVERLAND
1/30スケール
京商：MINI-Z MONSTER
1/35スケール
タミヤ：1/35 RCタンクシリーズ
1/43スケール
京商：dNaNo

## サーキット走行
購入してすぐにサーキット走行に望むのは時期尚早。
まずはRCカーが真っ直ぐ走るようにステアリングのトリム調整をし、その後、パイロンを使っての8の字走行など、ある程度マシンの走りに慣れてからサーキット走行に挑戦することが勧められている。
一人で走らせる時と比べて、複数人が利用するサーキットでは混信のリスクが高くなる。そのため、混信を防ぐための規則がサーキットごとに存在している場合が多い。その他にもサーキット利用者のことを考えての規則が幾つも定められている場合が多い。

## 歴史

### 模型自動車競走の始まり
小型のニトロメタン燃料のエンジン（グロー・エンジン）が市販されるようになったのは、1940年代である。模型自動車を操縦する能力が芽生えたのも同様と言える。

### 初期の商品
淘汰されずに生き残り、後世の成長の元になった初期のRCカーは、トイラジコンとしては1955年に日本の玩具メーカー増田屋齋藤貿易（現：増田屋コーポレーション）が世界初の無線操縦型の玩具としてラジコンバスを商品化した。コヒーラ制御によるもので、増田屋は立て続けに無線操縦できるセダン型自動車や戦車の玩具も商品化している。また、同様に初期のRCカーとしては1960年代中頃に出現した、イタリアのRoggio EmiliaのEl-Gi (Electronica-Giocattoli) 社のものが知られ、最初は1/12縮尺のフェラーリ250LM車で、イギリスでは1966年12月にロンドンで、「Motor Books and Accessories」輸入のものが、1967年初めにはスワンシーのAtkin's 模型店経由のものが購入できた。El-Gi社は、1967年初頭のミラノ・トイ・フェアに、1/10縮尺のフェラーリP4車を出品している。
1968年後半には、イギリス・レスターのMardave社が、RCカーの商業生産に成功している。グロー・エンジン車で、1970年には一部地域で販売された。
1970年代には、アメリカの小企業がRCカーに参入した。これらは、元はスロット・レーシング車のメーカーで、それが衰退したのでRCカーの分野に鞍替えしたものである。このグループには、Associated Electrics,Thorp,Dynamic,Taurus,Delta,Scorpionの各社がある。このグループの初期のキットは、1/8縮尺のニトロ燃料車（当時は「ガス」と呼ばれた）で、アルミ・パン構造であった。エンジンは0.21立方インチ以下で、K&B、Veco、McCoyが多かった。ボディーはポリカーボネート製で、Lexan社の製品が多かった。この種のRCカーの競走を初めて組織・裁定した団体は、Remotely Operated Auto Racers (ROAR) である。
1973年 - 1974年にかけて、ワシントン州のJerobee社がCox049エンジンを使った1/12縮尺のニトロ燃料車を製造した。この車のために、後発メーカーがLexanの透明ボディー、ヒートシンク、大容量の燃料タンクなどの付属部品を製造・供給した。1976年 - 1977年になると、Associated Electrics社がRC12Eを発売し、1/12縮尺車の電動レースを始めた。Jerobee社もJomac社になり、独自の電動車キットを製造した。

### 電動車の発展
1970年代末になると、1/12縮尺の電動車レースの人気が、1/8縮尺燃料車同様に高くなった。当時は競技クラスが1つだけであったので、冬の競技シーズンを通して異質な両車が混走せざるを得なかった。そのために「ウインター・ナショナル・シリーズ」が発足成長し、自作車が多数登場した。
日本では、1976年にはタミヤが、精密な外観を持つプラモデルをベースとした1/12サイズのポルシェ・934のキットでRCカーに参入した。そのシリーズは、機構的にはシンプルなオンロード車であったが、RC用として販売されたシャーシキットは、高価ではあったが、高度に細かく模型化されたスケール感は、発売後1年間で10万台以上の売上を記録し爆発的に売れ（おりしもスーパーカーブームの真っ只中。TV番組の効果もあり、その後発売されるカウンタックやF1などのモデルも顕著な販売を続けることになる）、走行させるために必要なRC装置も同様に売れた。同社は続いて、もっと機能的で本格的な、サスペンションの付いた最初の電動オフロード車「コンバットバギー」を販売した。RCカーの新分野であるオフロードへの進出の始まりで、RCカーは舗装路面でなくても走れるようになり、ファンの人口を急増させることになったが、まだオフロードをガンガン走行させるアクティブ感は無かった。その後、本格的オフロード車は1979年発売の、バギーチャンプとワーゲンオフローダーで、レーシングデューンバギーの形を正確に再現、実車のように機能するサスペンション、強力なモーター、トレッドパターンの付いたオフロードタイヤなどを装備し、RC機構を埃や水分から守る防水機能を搭載した。その後もデューンバギー系の各種のオフロード車ラインナップを増やす一方、実物通りの3速ギヤ、リーフ・スプリング・サスペンションを装備した、トヨタ・ハイラックスも生産した。これらの車は、実物感、耐久性、簡単な組み立て、改造や修理が容易などの特徴があり、1980年代前半に広く普及してブームを作り、現在のRCカー市場の基礎となった。
大量に売れたタミヤ車の中には、デューンバギー系のグラスホッパーやホーネット、巨大トラックのブラックフットやクラッドバスターがある。同社の初期のRCカーは、クラシックRCカーの収集家の間では高い人気があり、未組立状態の美品は30万円以上の高価格で取引されることも珍しくない。このような人気に応えて、2005年以降に多少の変更点を加えた復刻版を出している。
イギリスのSchumacher Racing社は1980年に初めて、多くの路面状況に対応できるLSD効果のある調整式のボール式差動装置を開発した。当時は、大部分のオンロード車の駆動軸は差動装置が付かない固定式であり、オフロード車はLSD効果の無い歯車式の差動装置を使っていた。Associated Electrics社は、1984年にRC10レーシングバギーに追随し採用した。（後記）
1991年タミヤがオフロードバギーを基に、実車に近い縦横比のボディ・リアルなゴムタイヤ・4輪独立サスペンションを装備したオンロード車「ニッサン スカイラインGT-Rニスモ (TA01)」を発売した。当時のオンロード車は競技志向が強く空気力学的に有利になるような実車とはかけ離れた形のボディ、軽量且つ効率を高めるための簡素な構造のサスペンションが主流だったなか、実車の雰囲気を良くあらわしている当製品は画期的だった。後に他社からも同様な構成の製品が多数発売され、バギーブーム以来のRCカーブームが訪れる。4輪独立サスペンションを採用し、リアルなボディ、ゴムタイヤを用いるオンロードカーは、ツーリングカーという新たなジャンルを確立し世界選手権も行われるようになった。

### RC競走車の進歩

#### オンロード グローエンジン車
1970年にAssociated Electrics社より発売されたRC1は高品質な航空機用アルミニウム素材、シンプルな構造により従来の車両と比較し圧倒的な高性能を誇り、以後サスペンション装備車が開発されるまでの約10年間、1/8縮尺競争車の標準規格となる。
1982年京商より発売されたファントム20EXP4DWは前後駆動軸をチェーンで連結し、旋廻時に前輪に発生する回転差をワンウェイベアリングにより解消する4輪駆動システムを装備し、現在の駆動形式の基礎となる方式を初採用した。

#### オフロード電動車
1984年に、カリフォルニアのAssociated Electrics社はRC10オフロード電動バギー車を販売した。この車種は、同社の従来のニトロ燃料のオンロード車とは別系統になる。当該車のシャシーは航空機級のジュラルミンで作られている。ショックアブソーバーはジュラルミンから機械加工された油圧式で、調整が出来る。サスペンションアームと3分割式のホイールは、耐高衝撃型ナイロンで作られている。RC10の車輪と動力伝達系には、オプション部品としてメタル・シールド式のボールベアリングが使われる。改良型のボール式作動装置は、硬化した鋼鉄リングでボールを挟み込むことで作動機構を構成し、路面状況に対して調整できる。旧来製品に対し大幅な性能向上を果たしたRC10は、電動オフロード競走種目の主流を占める存在になり、以後20年以上にわたり2輪駆動のオフロード電動バギー車は、RC10の基本構成を踏襲している。
1986年に、Schumacher Racing社がCAT（Competition All Terrain: 全路面競技）車を発売した。当時の最良の4駆オフロードバギーレーサーといえる。CAT車は、1987年のオフロード競技の世界選手権において、広坂正美による操縦で優勝を勝ち取った。当該車は、電動オフロード競走を4駆に指向させるきっかけとなった。
カリフォルニアで結成されたTeam Losi社は、バギー車JRX-2を開発し、当時も存続していたAssociated Electrics社と対抗していた。最初の全天然ゴム製のタイヤ、最初のアメリカ製4駆バギー、新規格の1/18縮尺Mini-T型オフロード電動車などを開発した。
AssociatedとLosiはアメリカの市場に大きなシェアを持つに至ったが、2駆のオフロード競走車の分野では、テキサス系のTRAXXAS社（T-MAXX規格、REVO3.3規格）ならびに日本の京商社も人気があった。他方、ヨーロッパでは依然としてSchumacher社のオフロード車に人気があった。

#### 動力
電動・内燃エンジンの両動力は、長く並立してきた。電動モーターはブラシつきのモーターをニッカド電池で回す時代から、ブラシレス・モーターをリチウムイオンポリマー2次電池で駆動するように進んだ。他方、内燃エンジンは大型化が進み、0.32エンジンを巨大なトラックに装備するようになった。

#### 潤滑

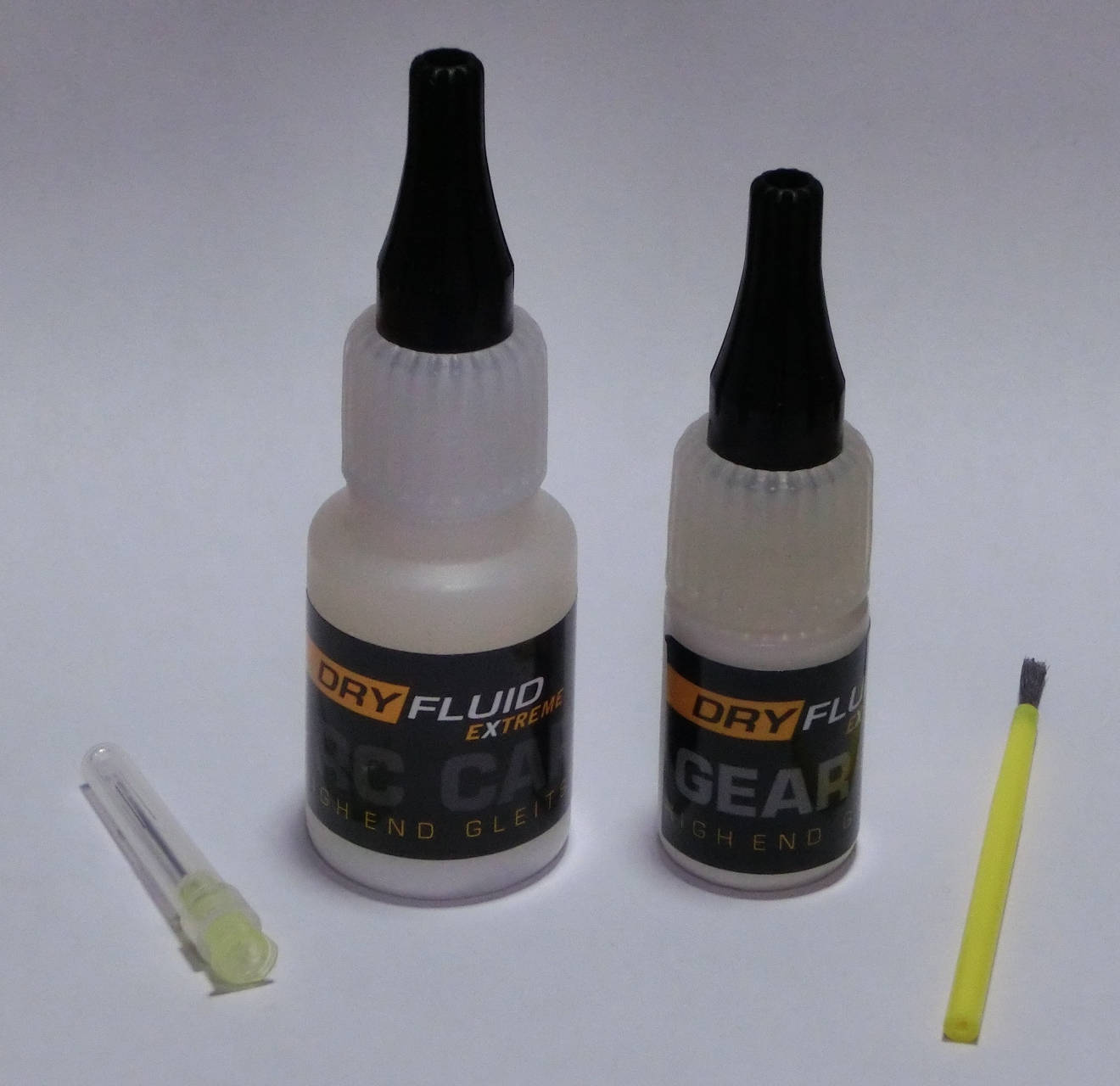
ボールベアリング用とギヤ用のドライフルード

ギヤや軸受などの潤滑には潤滑油やグリースを用いるのが一般的だが、2015年頃からは潤滑にドイツ製のドライフルード(DryFluid)を使うことが注目された。

### その他
本物の自動車と足回りが似ているRCカーもあることから、自動車整備士育成の教材として使う試みがある。
米国トヨタでは競技用RCカーに本物の先進技術を取り入れる活動に取り組んでおり、水素燃料電池車でのレース開催を予定している。
RCカーに乗ったような体験ができるシステムも考案されている。